# Shiritsu Ebisu Chūgaku
Shiritsu Ebisu Chūgaku (私立恵比寿中学) est un groupe féminin de J-pop, composé d'idoles japonaises et ayant commencé leur carrière en 2010. Le nom du groupe est officiellement raccourci en Ebichu (エビ中). À l'heure actuelle, le groupe comprend sept membres. Le seul membre original toujours présent dans le groupe est Rika Mayama.
En février 2015, le groupe forme un « mystérieux groupe de filles », 5572320 considéré comme l'alter-ego de Ebichu.
Le 8 février 2017 un des membres, Rina Matsuno meurt soudainement de maladie à l'âge de 18 ans.

## Histoire
Le groupe a été créé par 3B Junior, la troisième section de l'agence de talent Stardust Promotion. Shiritsu Ebisu Chugaku devient le premier groupe-sœur du groupe des Momoiro Clover Z,.
Le groupe est nommé d'après une école fictive dans Ebisu, un quartier de Shibuya, à Tokyo. Il a été conçu comme un groupe d'étudiants d'écoles primaires (voire secondaires). Le groupe a été officiellement surnommé King of School Play . Plus exactement, le slogan du groupe est « danse désarticulée et voix tremblantes ». Ebichu est formé en tant que quintet en août 2009 : les cinq membres d’origine étaient Kanon, Mizuki, Narumi Uno, Reina Miyazaki, et Rika Mayama,.
En octobre 2009, Natsu Anno et Ayaka Yasumoto ont rejoint le groupe.
En juin 2011, il est annoncé aussi que Ebichu va tenir son premier concert le 8 octobre au Shibuya O-East. Certaines parties du concert ont été incluses dans le premier DVD live du groupe, paru le 15 février 2012. Au total, en octobre, le groupe a donné trois représentations à guichets fermés.
Après six singles « indies » sur le label de l'agence Stardust Promotion, dont quelques-uns ont été classés sur l'Oricon, Ebichu a signé un contrat temporaire avec la maison de disque DefSTAR Records afin de sortir un single intitulé Temporary Contract Cinderella. La date de sortie est fixée au 5 mai 2012, la Journée des Enfants. La signature du contrat a été conclue par une cérémonie qui a eu lieu le 4 mars en présence d'un large public de fans,. Après avoir culminé dans le classement journalier en deuxième position, le single est entré en 2e position du classement hebdomadaire des ventes de l'Oricon,.
Le 25 juin 2012, Shiritsu Ebisu Chugaku participe à Yubi Matsuri, un festival d'idoles produit par Rino Sashihara de HKT48. Le concert a eu lieu au Nippon Budokan devant une foule de 8 000 personnes, et a vu la participation de groupes de jeunes filles tels que Idoling!!!, SUPER☆GiRLS, Tokyo Girls' Style, Nogizaka46, Passpo, Buono!, Momoiro Clover Z, et Watarirouka Hashiritai 7,.
Le 1er juillet 2012, Ebichu a donné un concert de 3 heures et demie solo au Nippon Seinenkan, leur premier concert solo dans cettE salle. Ce spectacle appelé Jā Best Ten était basé sur un classement imaginaire des chansons du groupe, présenté dans le style des émissions de télévision des années 1980. Il comprenait également la première interprétation publique de la chanson Go! Go! Here We Go! Rock Lee, un thème de fermeture de l'anime Naruto SD, qui sera publié en tant que second single major du groupe.
Les membres d'Ebichu déclarent qu'elles visaient la troisième place du classement de l'Oricon avec leur troisième single, intitulé Ume,. Cet objectif a été atteint, le single s'étant en effet classé 3e du classement hebdomadaire.
Ce n'est qu'en février 2013 que le groupe sort son premier album studio intitulé Chūnin, après un album nommé Ebichū no Zeppan Best: Owaranai Seishun sorti en 2012 qui regroupait les singles indépendants du groupe ainsi que leurs faces B.
Le 26 décembre 2013, Les membres Mizuki, Natsu Anno, et Hirono Suzuki annoncent quitter le groupe après son concert programmé le 15 avril 2014 au Nippon Budokan à Tokyo. Mizuki, Natsu Anno, et Hirono Suzuki ont décidé de quitter le groupe afin de se consacrer à leurs études ou de devenir actrice. Natsu Anno prévoit de partir du Japon pour étudier l'anglais à l'étranger.
En dépit de cette nouvelle, le manager a annoncé que les Shiritsu Ebisu Chūgaku ne se sépareront pas. Deux nouveaux membres Kaho Kobayashi et Riko Nakayama, rejoignent le groupe des Shiritsu Ebisu Chūgaku en janvier 2014.Kobayashi Kaho et Nakayama Riko faisaient déjà partie de Stardust Promotion et de sa section 3B Junior. Elles deviennent les étudiantes no 11 et #12 des Shiritsu Ebisu Chuugaku.

Le groupe d'idoles est à ce moment-là composé de 11 membres, et ce jusqu'en avril 2014, le mois où se tiendra la cérémonie de leur graduation des membres de Mizuki, Natsu Anno, et Hirono Suzuki.
En octobre 2014, les Shiritsu Ebisu Chūgaku ont une collaboration avec le site internet Sukiyaki pour vendre divers produits tels que des pyjamas, des housses de coussin et des bols avec des messages manuscrits des membres du groupe d’idoles imprimés.
Les Shiritsu Ebisu Chūgaku participent à l’événement Kawaii Pop Fes by @Jam × J-Girl Pop Wave à Taiwan en janvier 2015. Elles se sont produites en live aux côtés d'autres groupes d'idoles tels que GALETTe, Dorothy Little Happy et Tokyo Girls' Style.
Rika Mayama a fait ses débuts en solo avec le single Liar Mask en décembre 2014.
Shiritsu Ebisu Chuugaku (私立恵比寿中学)Les filles occupent les rôles principaux dans le drama Koukaku Fudou Senki Robosan (甲殻不動戦記 ロボサン) qui diffusé sur TV Tokyo et TV Tokyo à partir d’octobre 2014. Les Ebichu interprètent aussi Haitateki! (ハイタテキ！) qui est la chanson thème de cette série.
En mars 2015, Aika Hirota a sorti le DVD et le photobook Aiai Railway Trip, ainsi que le single numérique solo Aiai to Iku Nihon Zenkoku Tetsudou no Tabi (ぁぃぁぃといく日本全国鉄道の旅).
Les filles ont interprété les rôles principaux dans la pièce de théâtre Extra Shot Non Whip Caramel Pudding Maki Art (エクストラショットノンホイップキャラメルプディングマキアート) en mars 2015.
Aika Hirota a joué dans le film Tamako-chan to Kokkubo (たまこちゃんとコックボー) en mars 2015 ; l'histoire est basée sur l'anime du même nom.
Ayaka Yasumoto va jouer dans la pièce de théâtre Kono Nagare Buster (この流れバスター) en avril 2015.
Riko Nakayama est apparue dans le drama Joshi no Jiken wa Taitei, Toire de Okorunoda (女子の事件は大抵、トイレで起こるのだ。) aux côtés de Misako (Band Ja Naimon!) en  mai 2015.
Rika Mayama, Reni Tagaki (de Momoiro Clover Z) et Yuzuki Ohguro (Team Syachihoko) forment la Team Murasakii Shikibu (Team紫しきぶ) en juin 2015. Chacune d'entre elles a été sélectionnée car elles portent la couleur violette dans son groupe respectif.
Les Shiritsu Ebisu Chuugaku se sont transformées en fleurs pour leur 8e single Natsu Daze Johnny en juin 2015.
Hinata Kashiwagi a joué dans le film Nō Shō Sakuretsu Girl (脳漿炸裂ガール) aux côtés de Yūmi (de Yumemiru Adolescence) ; le long-métrage sortira en juillet 2015.
En août 2015, Mayama Rika a interprété Yie Ar Sadistic (イー・アル・サディスティック) qui est la chanson thème du drama CD Midnight Jian Shis (ミッドナイトキョンシー) de Rejet.
Le premier photobook de Hinata Kashiwagi intitulé Hinata Hiyori (ひなた日和) a été publié en août 2015.
Les membres des Shiritsu Ebisu Chugaku ont assisté à un spectacle de catch en tant que supportrices au bord du ring le même mois.
En octobre 2015, Mirei Hoshina a été nommée MC de l'émission Tsuginaru TV (次ナルTV) diffusée sur la chaîne Fuji TV.
Le clip de Super Hero, en octobre 2015, montre les filles transformées en super-héros, dans leur vie quotidienne. Elles y portent des capes colorées.
En décembre 2015, Hinata Kashiwagi a été atteinte de perte soudaine de l'audition ; en conséquence, elle a dû cesser temporairement ses activités, et la sortie du troisième album du groupe, prévue pour sortir le 10 février 2016, est reportée au mois d'avril.
Le même mois, les Ebichū et le comédien Mō Chūgakusei ont collaboré pour former le groupe spécial Mō Evicks Chūgaku (もうエビックス中学) dans le cadre du projet Switch×Vicks. Une vidéo faisant la promotion des pastilles Vicks et dans laquelle apparaissent les membres du groupe d'idoles a été postée sur YouTube.
Les filles animent le programme TV Ebichū (エビ宙) sur TBS depuis janvier 2016. Elles ont joué dans la pièce de théâtre Girls Business Satellite en mars 2016.
Le troisième album du groupe intitulé Anarchy est sorti en avril 2016 sous le label SME Records. Le groupe d'idoles a travaillé en collaboration avec plusieurs compositeurs et artistes tels qu'Ayumi Tamura (Tamurapan), Kenichi Maeyamada (Hyadain), Sugiyama Katsuhiko, Kaiki Ogata (Here), Yoshiharu Abe (Abedon), Shuto Yoshikatsu (Keytalk), Casio Toruko Onsen, Fabric Fuji, Chokkaku, CMJK, etc.

Le CD inclut la chanson Haru Yasumi Moratorium Chūgakusei (春休みモラトリアム中学生) qui a été écrite et composée par Kaiki Ogata (Here), ainsi que les titres Zettee Anarchy (ゼッテーアナーキー) et Nikibi (面皰).
Les Ebichū ont participé à une publicité pour les produits de soins de la peau et de lutte contre l'acné Clearasil (クレアラシル) en avril 2016.
Rika Mayama a interprété une reprise de Hachi no Musashi wa Shindanosa (ハチのムサシは死んだのさ) en avril 2016. La chanson a été utilisée dans l'anime Concrete Revolutio (コンクリート・レボルティオ～超人幻想～). Aika Hirota, quant à elle, fait des apparitions régulières, dans le rôle d'une employée de bureau, dans le drama Hiro no Saint Shu (昼のセント酒) qui sera diffusé sur TV Tokyo à partir d'avril 2016.
Le jeu pour smartphones Shutsugeki! Shiritsu Ebisu Chūgaku Busōfuki Iin Kai (出撃！ 私立恵比寿中学 武装風紀委員会) est sorti sur Android et iPhone en mai 2016. À la fin du même mois, les filles ont effectué le premier lancer protocolaire et ont chanté en ouverture du match de baseball entre les Saitama Seibu Lions et les Yokohama DeNA BayStars au Seibu Dome.
Aika Hirota est apparue en couverture du numéro de juillet de JTB Jikokuhyō (JTB時刻表). De plus, elle aussi a participé à un talk show lié à ceci.
L'émission de TV Ebichu Global Ka Keikaku (エビ中★グローバル化計画) a fait son retour sur Home Drama Channel en 2016.
Les filles ont collaboré avec la chanteuse et compositrice Kayoko Yoshizawa sur sa chanson Nee Chūgakusei (ねえ中学生) en juillet 2016. Le mois suivant, elles se sont produites à No Fear Festival 2016 à Taïwan.
De juillet 2016 à mars 2017, chaque membre du groupe se produira en live en solo à l'occasion de son anniversaire.
Un nouvel album compilation a été mis en vente en novembre 2016.
Le 8 février 2017, Rina Matsuno meurt soudainement d'une arythmie sévère à l'âge de 18 ans,. Matsuno, tombée malade plusieurs jours auparavant, se reposait chez elle à Tokyo alors que le reste des membres du groupe donnait un concert à Osaka le 7 février dernier. Le jour suivant, vers 5h du matin, la famille de Rina contacte avec les services médicaux d'urgence (119), car son état avait empiré. Elle fut transportée à l’hôpital mais sera malheureusement déclarée morte dans les heures qui suivent,.

### Le groupe 5572320
Pour célébrer le 50e anniversaire de la marque de biscuits Coconut Sable, un nouveau projet est mis en place. Les membres d'Ebichū (Rika Mayama, Ayaka Yasumoto, Aika Hirota, Mirei Hoshina, Rina Matsuno, Hinata Kashiwagi, Kaho Kobayashi et Riko Nakayama) ont formé un mystérieux groupe de rock féminin 5572320 (五五七二三二〇, go go nana ni san ni rei) qui fait son apparition en mars 2015. Le concept de 5572320 est que le groupe est composé de huit lycéennes japonaises jouant du rock avec talent ; ce groupe est un alter-ego du groupe de départ ; l'identité des membres était gardée secrète à l'origine.
A l'occasion de leurs débuts, leur 1er single Hanseiki Yūtōsei sort en mars 2015 dans quarante pays à travers le monde sur iTunes. Le titre de la chanson Hanseiki Yūtōsei signifie « étudiant d’honneur du demi-siècle ». Les membres des 5572320 délivrent une performance agressive et provocatrice pour exprimer leur complexe relatif aux adolescents et au désir de se transformer soi-même avec une composition originale de cinq guitares et trois batteries. Le clip vidéo a dépassé 1,8 million de vues en moins d'une semaine, et a créé le buzz avec le « mystérieux groupe de filles ».
Le 2d single des 5572320, Ponpara Pecorna Papiyotta est en vente en octobre 2015. Ce single a été réalisé en collaboration avec de célèbres artistes tels que Yoko Kanno qui a composé la chanson ainsi que les musiciens KenKen, Hideki Aoyama, et Tsuneo Imahori. Ce nouveau titre explore les aventures d’une bande d’adolescentes dans la transition entre enfance et âge adulte avec les conflits inhérents. Le clip vidéo montre leurs pensées profondes avec des vêtements suivant une mode surréaliste.

## Membres

### Membres actuels
1. Rika Mayama (真山りか, Mayama Rika?), née le 16 décembre 1996 (28 ans)
2. Ayaka Yasumoto (安本彩花, Yasumoto Ayaka?), née le 27 juin 1998 (26 ans)
3. Mirei Hoshina (星名美怜, Hoshina Mirei?), née le 2 novembre 1997 (27 ans)
4. Hinata Kashiwagi (柏木ひなた, Kashiwagi Hinata?), née le 29 mars 1999 (25 ans)
5. Kaho Kobayashi (小林歌穂?) (joint le groupe en avril 2014), née le 1er juin 2000 (24 ans)
6. Riko Nakayama (中山莉子?) (joint le groupe en avril 2014), née le 28 octobre 2000 (24 ans)
7. Cocona Sakuragi (桜木心菜?) (joint le groupe en mai 2021), née le 14 septembre 2005 (19 ans)
8. Yuno Kokubo (小久保柚乃?) (joint le groupe en mai 2021), née le 20 mars 2007 (17 ans)
9. Nonoka Kazami (風見和香?) (joint le groupe en mai 2021), née le 25 août 2007 (17 ans)

### Ex-membres
1. Kanon (奏音?), née le 7 février 1997 (28 ans) (quitte en février 2010)
2. Narumi Uno (宇野愛海, Uno Narumi?), née le 19 mars 1998 (26 ans)
3. Hinaki Yano (矢野妃菜喜, Yano Hinaki?), née le 5 mars 1997 (28 ans) (quitte en avril 2011)
4. Rio Koike (小池梨緒, Koike Rio?), née le 18 janvier 1998 (27 ans) (quitte en juin 2011)
5. Reina Miyazaki (宮﨑れいな, Miyazaki Reina?), née le 24 août 1997 (27 ans) (quitte en décembre 2011)
6. Mizuki (瑞季?), née le 27 février 1997 (28 ans) (graduée le 15 avril 2014)
7. Natsu Anno (杏野なつ, Anno Natsu?), née le 12 juillet 1997 (27 ans) (graduée le 15 avril 2014)
8. Hirono Suzuki (鈴木裕乃, Suzuki Hirono?), née le 24 mars 1998 (26 ans) (graduée le 15 avril 2014)
9. Rina Matsuno (松野莉奈, Matsuno Rina?), née le 16 juillet 1998 (décédée le 8 février 2017 à l'âge de 18 ans)
10. Aika Hirota (廣田あいか, Hirota Aika?), née le 31 janvier 1999 (26 ans) (graduée en janvier 2018)

## Groupes-sœurs
- Momoiro Clover Z (2008-)
- Team Syachihoko (2011-)
- Takoyaki Rainbow (2012-2022)

## Discographie

### Albums
| 1            | 21 novembre 2012 | Ebichū no Zeppan Best ~Owaranai Seishun~ | エビ中の絶盤ベスト～おわらない青春～ | Compilation des titres et singles "indies" |
| 2            | 16 novembre 2016 | "Chūsotsu" ~Ebichū no Ikeike Best~       | 「中卒」～エビ中のイケイケベスト～   |                                            |
| 3            | 16 novembre 2016 | "Chūkara" ~Ebichū no Wakuwaku Best~      | 「中辛」～エビ中のワクワクベスト～   |                                            |
| Mini-albums  |                  |                                          |                                      |                                            |
| 1            | 31 mars 2013     | Ebichū no Unit Album Sunplaza-ban        | エビ中のユニットアルバム             |                                            |
| 2            | 31 mars 2013     | Ebichū no Unit Album Seinenkan-ban       | エビ中のユニットアルバム             |                                            |
| Album studio |                  |                                          |                                      |                                            |
| 1            | 24 juillet 2013  | Chūnin                                   | 中人                                 |                                            |
| 2            | 28 janvier 2015  | Kinpachi                                 | 金八                                 |                                            |
| 3            | 20 avril 2016    | Anarchy                                  | 穴空                                 |                                            |
| 4            | 31 mai 2017      | Ebicracy                                 | エビクラシー                         |                                            |
| 5            | 13 mars 2019     | Music                                    | MUSiC                                |                                            |
| 6            | 18 décembre 2019 | Playlist                                 | playlist                             |                                            |
| 7            | 23 mars 2022     | Shiritsu Ebisu Chūgaku                   | 私立恵比寿中学                       |                                            |

### Singles
Singles de Shiritsu Ebisu Chūgaku
| #                    | Date de sortie       | Nom de l'album                                                        | En japonais/Typographie                                          | Label                |                      |                      |                      |                      |
| Singles indépendants | Singles indépendants | Singles indépendants                                                  | Singles indépendants                                             | Singles indépendants | Singles indépendants | Singles indépendants | Singles indépendants | Singles indépendants |
| -------------------- | -------------------- | --------------------------------------------------------------------- | ---------------------------------------------------------------- | -------------------- | -------------------- | -------------------- | -------------------- | -------------------- |
| —                    | 14 février 2010      | Asa no Chime ga Narimashita ! - single de reprise                     | 朝のチャイムがなりました！                                       |                      |                      |                      |                      |                      |
| 1                    | 7 août 2010          | Ebizori Diamond !!                                                    | えびぞりダイアモンド!!                                           |                      |                      |                      |                      |                      |
| 2                    | 10 janvier 2011      | Chime                                                                 | チャイム                                                         |                      |                      |                      |                      |                      |
| 3                    | 27 avril 2011        | The Tissues ~Tomaranai Seishun~                                       | ザ・ティッシュ〜とまらない青春〜                                 |                      |                      |                      |                      |                      |
| 4                    | 27 juillet 2011      | Oh my Ghost ? ~Watashi ga Akuryō ni natte mo~ / Gozonji ! Ebichū Ondo | オーマイゴースト? ～わたしが悪霊になっても～ / ご存知!エビ中音頭 |                      |                      |                      |                      |                      |
| 5                    | 5 octobre 2011       | Motto Hashire!!                                                       | もっと走れっ!!                                                   |                      |                      |                      |                      |                      |
| Singles major        |                      |                                                                       |                                                                  |                      |                      |                      |                      |                      |
| 1                    | 5 mai 2012           | Karikeiyaku no Cinderella                                             | 仮契約のシンデレラ                                               | DefSTAR Records      |                      |                      |                      |                      |
| 2                    | 29 août 2012         | Go! Go! Here We Go! Rock Lee / Otona wa Wakatte Kurenai               | Go! Go! Here We Go! ロック・リー / 大人はわかってくれない        | DefSTAR Records      |                      |                      |                      |                      |
| 3                    | 16 janvier 2013      | Ume                                                                   | 梅                                                               | DefSTAR Records      |                      |                      |                      |                      |
| 4                    | 5 juin 2013          | Te wo Tsunagō / Kindan no Karma                                       | 手をつなごう / 禁断のカルマ                                      | DefSTAR Records      |                      |                      |                      |                      |
| 5                    | 20 novembre 2013     | Mikakunin Chūgakusei X                                                | 未確認中学生X                                                    | DefSTAR Records      |                      |                      |                      |                      |
| 6                    | 4 juin 2014          | Butterfly Effect                                                      | バタフライエフェクト                                             | DefSTAR Records      |                      |                      |                      |                      |
| 7                    | 5 novembre 2014      | Haitateki!                                                            | ハイタテキ！                                                     | DefSTAR Records      |                      |                      |                      |                      |
| 8                    | 17 juin 2015         | Natsu Daze Johnny                                                     | 夏だぜジョニー                                                   | DefSTAR Records      |                      |                      |                      |                      |
| 9                    | 21 octobre 2015      | Super Hero                                                            | スーパーヒーロー                                                 | Sony Music           |                      |                      |                      |                      |
| 10                   | 21 septembre 2016    | Massugu                                                               | まっすぐ                                                         | Sony Music           |                      |                      |                      |                      |

Singles de 5572320
| 1 | 25 mars 2015   | Hanseiki Yūtōsei          | 半世紀優等生                 |  |
| 2 | 5 octobre 2015 | Ponpara Pecorna Papiyotta | ポンパラ ペコルナ パピヨッタ |  |

### Singles numériques
1. 13 février 2013 - Sakura・Go Round (Anime ver.) (サクラ・ゴーラウンド(アニメver.)?)
2. 25 septembre 2013 - U.B.U.

## Vidéos musicales
| N° du single   | Titre                                        |
| Singles indies | Singles indies                               |
| -------------- | -------------------------------------------- |
| 4              | The Tissue ~Tomaranai Seishun~               |
| 5              | Oh My Ghost? ~Watashi ga Akuryō ni Natte mo~ |
| 6              | Motto Hashire                                |
| Singles major  |                                              |
| 1              | Karikeiyaku no Cinderella                    |
| 1              | Hōkago Getabako Rock 'n' Roll MX             |
| 2              | Go! Go! Here We Go! Rock Lee                 |
| 2              | Otona wa Wakatte Kurenai                     |
| 3              | Ume                                          |
| 3              | Ganbatteru Tochū                             |
| 4              | Te o Tsunagō                                 |
| 4              | Kindan no Karma                              |
| 5              | Mikakunin Chūgakusei X                       |
| 5              | U.B.U.                                       |

## Divers

### Télévision
Show
- Ebichū no Eien ni Chūgakusei (Kakkokari) (エビ中の永遠に中学生 (仮)?)